# The Seventh Continent

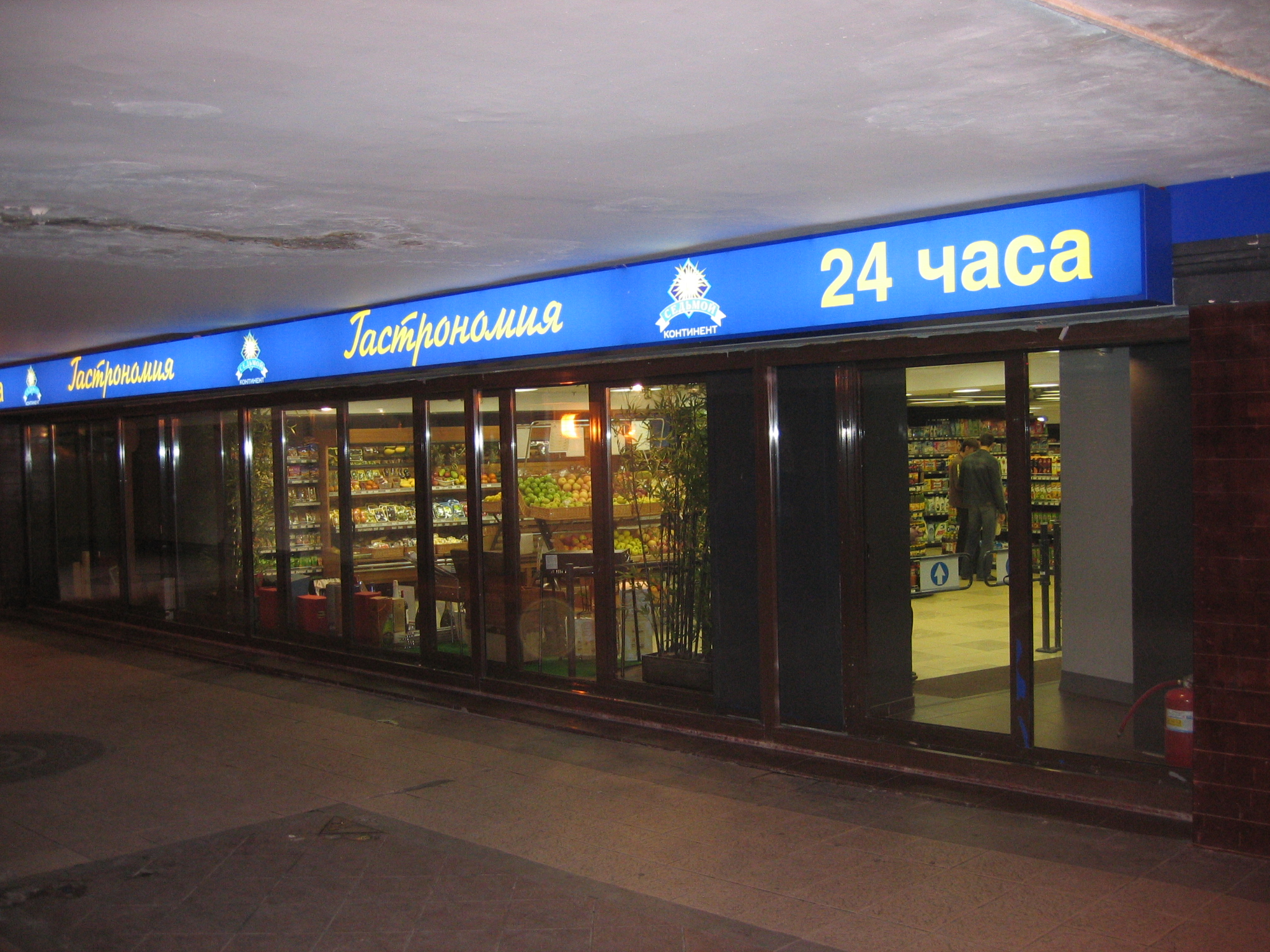
Ein Seventh Continent in Moskau

The Seventh Continent (russisch Седьмой Континент Sedmoi Kontinent) ist ein Einzelhandelsunternehmen aus Russland.
Das Unternehmen hatte nach Firmenangaben 2006 einen Umsatz von einer Milliarde Dollar.
Seventh Continent erwarb 2007 das Einzelhandelsunternehmen Objedinjonnaja Torgowaja Nedwischimost (Объединённая Торговая Недвижимость/ übersetzt: „Vereinigte Handels-Immobilien“), das 29 Verkaufsgeschäfte in Moskau besitzt.
Das Unternehmen besitzt nach Firmenangaben (Stand: 31. Dezember 2006) Verkaufsgeschäfte in folgenden Städten:
- in Moskau und in der Region Moskau: 107 Supermärkte und 2 Hypermärkte
- in der Kaliningrader Oblast: 11 Supermärkte
- in Sankt Petersburg: ein Hypermarkt
- in Rjasan: ein Hypermarkt
- in Minsk, Belarus: ein Hypermarkt